# FIFAワールドカップ
FIFAワールドカップ（英: FIFA World Cup）は、国際サッカー連盟が主催する男子代表チームによるサッカーの世界選手権大会。 第二次世界大戦の影響による1942年と1946年を除いて、1930年の初開催以来、4年ごとに開催されている。
サッカーにおける世界最高の大会に位置付けられており、世界最大のスポーツイベントである。全世界のテレビ視聴者数は通算で310億人を超えており、スポーツイベントとしては最も多い。また、経済規模においても世界最大である。

## 概要
4年に1回、西暦の単偶数年（夏季五輪の中間年、1994年以後は冬季五輪と同年）に開催される。第1回大会は1930年、ウルグアイで開催された。
参加できる主体は国またはそれに準ずる地域であり、より厳密にはFIFAに加盟したサッカー協会を単位とする。例えば、イギリスは単一の国家ながら本土4協会（イングランド、ウェールズ、スコットランド、北アイルランド）と海外領土6協会（モントセラト、イギリス領ヴァージン諸島、ケイマン諸島、タークス・カイコス諸島、バミューダ諸島、アンギラ）による計10代表チームがあり、日本は日本サッカー協会が唯一の代表である。そして、胸にそのエンブレムをつけたユニフォームを着用する。また、香港やマカオのように、FIFAが加盟を承認したサッカー協会を持つ地域にも、それぞれに出場権がある。
これまでの歴代優勝国は、ブラジル（5回）、イタリア、ドイツ（4回）、アルゼンチン（3回）、ウルグアイ、フランス（2回）、イングランド、スペイン（1回）の8か国・地域である。なお、2002年大会までは前回優勝国が地区予選を免除されていたが、それに伴う強化不足や収入減少の懸念、予選枠拡大の要望などから、2006年大会からは廃止となった。
2022年のFIFAワールドカップは第22回のFIFAワールドカップであり、その本戦は2022年11月20日から12月18日までカタールで行われた。カタールは初めてワールドカップを開催し、また、中東での初めての開催となり、北半球でも秋と冬の時期に初めて開催される。2022年のワールドカップの主催者は、2010年12月2日にチューリッヒ（スイス）で指名された。決勝戦は、2022年12月18日にルサイルにおける80,000人の観客を収容できる国立競技場で開催される。カタールは、夏の猛暑が耐えられないので、このワールドカップは11月下旬から12月中旬に開催され、普通の5月、6月と7月に行われない最初のトーナメントになるが、その開催時間はやや短く、約28日間と計画されている。これが、アラブ世界で初めて開催されるワールドカップで、イスラム教徒が大多数を占める国で初めてのものとなり、2002年の日本と韓国で行われたワールドカップの後に、最初から終わりまでにアジアで開催される2回目のワールドカップとなる。また、これは最終段階で32チームが参加する最後のFIFAワールドカップとなる。 2022年ワールドカップの開催国の選択に関連した注目を集める汚職の不祥事にもかかわらず、FIFAはカタールからのチャンピオンシップの移籍の可能性についての情報を否定した。

### 名称
FIFA創立時（1904年）の要綱に世界選手権 (英: World Championship) を行う旨が記載されており、1928年に行われたFIFAのアムステルダム総会において大会名称を「ワールドカップ」(英: World Cup) とすることが定められた。当時FIFAの会長であったジュール・リメが優勝トロフィーを寄贈したことからトロフィーは「ジュール・リメ杯」と呼ばれるようになり、1946年7月25日に行われたFIFA第25回ルクセンブルク総会で大会の正式名称も「ジュール・リメ杯世界選手権大会」(英: World Championship -Jules Rimet Cup-) に変更された。その後、1970年のメキシコ大会において3度目の優勝を果たしたブラジルがジュール・リメ杯を永久に保有することとなり、新しいトロフィーが製作されたことに伴い、1974年の西ドイツ大会以降「FIFAワールドカップ」が正式名称となっている。
日本国内では雑誌や新聞などにおいて「W杯」と略されることも多いが、公式には認められていない。また、ドイツにおいては世界選手権を意味する "Weltmeisterschaft" が使われる。なお、「ワールドカップ」の名称を世界で最初に用いた競技はサッカーであるが、大会正式名としては1966年開始のアルペンスキーのワールドカップが世界初となる。

### 優勝トロフィー

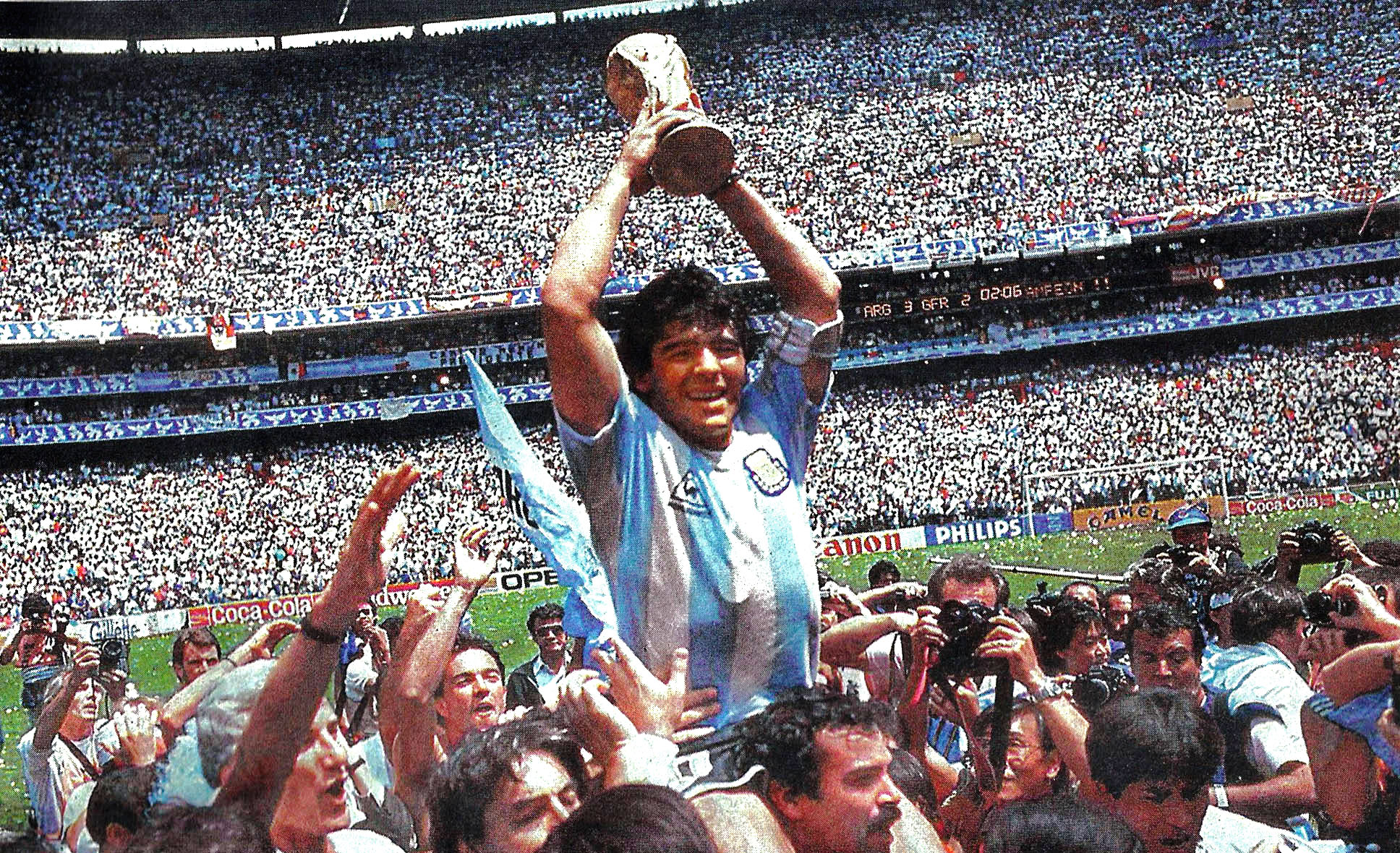
1986 FIFAワールドカップ優勝でトロフィーを掲げるディエゴ・マラドーナ

初期の優勝トロフィーは、寄贈者のジュール・リメ（この大会を企画・発案した）の名を取って「ジュール・リメ・トロフィー」と呼ばれた。その後、1970年大会でブラジルが3回目の優勝を成し遂げた際、規定で「ジュール・リメ・トロフィー」が永久保持となったため、それに代わる優勝トロフィーのデザインを一般から公募、イタリア人の彫刻家、シルビオ・ガザニガのデザインによる新たな優勝杯が作成された。当該大会の優勝決定後、優勝国のサッカー協会に保存され、4年後の本大会開会式の際に返還されていた。その後、2005年に純金製の3代目トロフィーが製作されたのをきっかけに、保安上の理由からドイツ大会（2006年）以後は優勝国へのトロフィーの授与は行うものの、それ以後の優勝国での保存はなくなり、優勝国にはトロフィーのレプリカが贈賞される。トロフィーは閉会式終了後再びFIFAが管理することとなる。

### 賞金
1978年アルゼンチン大会まではFIFAからの賞金はなく、各国のサッカー協会が個々に協賛スポンサーを募り成績に応じて自国のチームに贈ることが多かった。1982年スペイン大会で、初めてFIFAがワールドカップ本大会全24出場国に、1次リーグ毎に計100万スイスフラン（当時約1億2083万3千円）ずつ、総額4200万スイスフラン（当時約50億7498万6千円）の賞金を支給した。FIFA本部がスイスのチューリッヒにあるため、スイスフラン建てで賞金を支払った。以降、賞金は2006年ドイツ大会まで、スイスフラン建てで支払った。1990年イタリア大会から全出場国に大会準備金を支払うようになり、同大会では大会準備金25万スイスフラン（当時約2696万7千円）と1試合毎1チームに67万7127スイスフラン（当時約7304万335円）、総額7640万スイスフラン（当時約82億4111万5200円）を支払った。2002年日韓大会から成績に応じた賞金を支給するようになり、日韓Ｗ杯の優勝賞金は1620万スイスフラン（約14億5500万円）だった。2006年ドイツ大会では、全32出場国に大会準備金として100万スイス・フラン（約9000万円）、グループリーグ全3試合分の出場給として、600万スイスフラン（約5億4千万円）、合わせて700万スイスフラン（約6億3000万円）を支給。これが本大会出場国の最低保障となる。以後勝ち上がるごとに、賞金は増えていく。決勝トーナメント進出（ベスト16）で850万スイスフラン（約7億6500万円）。ベスト8で1150万スイスフラン（約10億3500万円）。ベスト4で2150万スイスフラン（約19億3500万円）。優勝すれば2450万スイスフラン（約22億500万円）。FIFAがドイツ大会で支払った賞金などの総額は3億3200万スイスフラン（約298億8000万円）である。なお、1982年スペイン大会から2014年ブラジル大会までの賞金の詳細は、FIFA公式HPのリンク先PDFファイル「2014 FIFAワールドカップ statistical kit」のP6-P7のPrize Money参照のこと。
2010年南アフリカ大会からFIFAの賞金がスイスフラン建てからアメリカドル建てに変更された。同大会の優勝賞金を3000万ドル（約26億4000万円）にするとFIFAが2009年12月3日に発表した。また、準優勝のチームには2400万ドル（約21億1200万円）、3位2000万ドル（約18億円）、4位1800万ドル（約16億円）、グループリーグ敗退国（17位 - 32位）も、800万ドル（約7億円）を受け取る。さらに、全32出場国には大会準備金として100万ドル（約8837万円）ずつが支払われる。賞金総額は、前回のドイツ大会に比べて61%増の4億2000万ドル（約369億6000万円）になる。また、同日FIFAは南アフリカ大会に出場する選手の各所属クラブに、総額約4000万ドル（約35億円）の補償金（怪我に対する保険金）が支払われると発表した。各クラブには所属する選手1人につき、大会期間中1日1600ドル（約14万円）が支払われる。補償金制度は2014年ブラジル大会以降も継続して採用されている。
2014年ブラジル大会では、賞金総額が5億7600万ドル（約586億4000万円）と前回大会より37パーセントの増額となり、優勝国3500万ドル（約35億6000万円）、準優勝国2500万ドル（約25億5000万円）、3位2200万ドル（約22億4000万円）、4位2000万ドル（約20億4000万円）と上位の国への賞金は軒並み増額、グループステージで敗退した国に対する賞金800万ドル（約8億1000万円）は据え置かれたが、全32出場国に支払われる大会準備金は150万ドル（約1億5000万円）と増額された。
2018年ロシア大会は、前回のブラジル大会から300万ドル増額の優勝賞金を3800万ドル、準優勝のチームには2800万ドル、3位には2400万ドル、4位には2200万ドル、ベスト8（=準々決勝進出）には、1600万ドル、ベスト16（=決勝トーナメント進出）には、1200万ドルとなり、グループリーグ敗退国（17位 - 32位）も、出場給として800万ドルを受け取る。さらに、全32出場国に大会準備金150万ドルずつが支払われる。賞金総額は、6億9100万ドルとなり、前回大会の同総額5億7600万ドルから40%増となった。FIFAは欧州クラブ協会 (ECA)との合意に基づき、2018年ロシア大会に出場する全選手の各所属クラブに、総額約2億900万ドルの補償金（負傷の保険金）を各国サッカー協会を通じて、支払う。

## 開催国選定

### 選定方式の経緯
FIFAワールドカップの開催国は、初期から1974年大会・1978年大会・1982年大会の3大会同時開催国選定まではFIFA総会での投票で決定していたが、1986年大会以降、FIFA理事会（現・FIFA評議会）のFIFA理事投票で決定する方式に変更されていた。その後、2010年12月2日の2018/2022 FIFAワールドカップ開催地決定投票まで、FIFA理事会のわずか24名のFIFA理事の投票（会長は同数の時のみ1票投じる）で決まる方式だったため、買収工作も容易だった（2015年FIFA汚職事件参照）との反省から、2018年6月13日の2026年大会開催投票からFIFA総会での開催立候補国を除く全加盟協会での投票方式に再び変更された（FIFA Statutes2016年版P28の28 Ordinary Congress agendaの2.のs）。また、従来の不透明なワールドカップ招致手順を明確化し、各段階で審査プロセス等を公式発表していくとした。

### 招致手順
- ワールドカップ招致手引書発表

2017年11月7日、2026 FIFAワールドカップ招致手引書（現時点で最新のＷ杯招致手引書） をFIFAが発表し、開催立候補国のコンプライアンスや施設面、人権への配慮、コストや収益などを評価すること、そして、評価の比重は、スタジアムが35%、交通が13%、チケット収入、商業収入、コストが各10%などとした。ワールドカップ招致活動の明確な禁止事項を定め、買収工作や不適切な贈答品やW杯招致に向けたサッカー振興プロジェクト及び親善試合開催などを禁じた。2002年日韓大会を除き禁じてきた複数の国によるワールドカップ共同開催を許可した。これまでのワールドカップ同様、「政府協力保証（日本では閣議）」が必要である。
- 立候補国受付

2017年5月8日に、2026FIFAワールドカップの立候補受付を開始して、同年11月30日が締め切り。カナダ・メキシコ・アメリカの3カ国共催（以下、3カ国共催）とモロッコ単独開催を受けつけた。
- 開催提案書（Bit Book）提出

2018年3月16日の開催提案書（Bit Book）提出締切日までに両候補の開催提案書が提出された。3カ国共催提案書 とモロッコ単独開催提案書 を、2026W杯開催提案書評価タスクフォース（以下、評価タスクフォース）が、両候補共に受け付けた。
- 評価タスクフォース現地視察及び評価レポート発表

2018年4月に、評価タスクフォースが両候補を視察し、施設とインフラ整備等を調査した。5月にモロッコは不備な点があるとして再視察された。評価タスクフォースは、5月30日、両候補の事業計画のヒアリング及び質疑応答、31日に両候補のワールドカップ招致委員会のプレゼンを受けた後、評価基準 の下、評価手順 に則り、2026 FIFAワールドカップ立候補国評価レポート（以下、評価レポート）を作成し、6月1日に公表した。評価レポートで、両候補とも合格とされたが、「3カ国共催」が圧倒的高評価だった。なお、評価レポート発表時点で、競技開催のための最低限の技術的要件に不合格の場合は、FIFA事務局 (FIFA general secretariat) が、その候補を除外していた。
- ワールドカップ開催国投票

2018年6月13日、第68回FIFAモスクワ総会で投票は両候補のプレゼン後に、電子投票で行われ、立候補国4か国と欠席した3協会（グアム、プエルトリコ、アメリカ領ヴァージン諸島）、棄権した3協会（キューバ、スロベニア、スペイン）、資格停止のガーナの計11協会を除く200協会が投票し、「3カ国共催」に134票（有効投票数の67％）、「モロッコ単独開催」に65票 (33％)、「該当国なしで招致活動やり直し」に1票（イラン）で、3カ国共催（カナダ・メキシコ・アメリカ）が決定した。投票の内訳（どの協会がどこに投票したか）も同日、FIFA公式HPで公開された。2017年1月10日のFIFA評議会（旧FIFA理事会）で正式決定していた2026年ワールドカップ本大会48カ国出場 も、確認された。

### 立候補条件の推移
前FIFA会長ゼップ・ブラッターは、アフリカでワールドカップ開催するために「ワールドカップ持ち回りシステム（ローテーションシステム）」を提案し、理事会（現FIFA評議会）にかけてFIFAの正式な方針とした。そこで、2010年の第19回南アフリカ大会から、原則的に開催は6大陸での持ち回りで行われると決まり、2014年の第20回記念大会はこの原則に基づきブラジル（南アメリカ大陸）で開催される事になった。
しかし、その後2007年10月29日のFIFA理事会において、2014年大会開催国の正式立候補国がブラジルとコロンビアしか出なかった事を問題視。表向きは「開催立候補国を多く出させ易くする為」という理由でこの原則が見直され、直近の2大会の開催地のある大陸以外から立候補国を募るという事に改正された。
なお、ブラッターはワールドカップ持ち回りシステム破棄の理由として「持ち回りシステムの採用は、これまで開催がなかったアフリカ、そして1978年以来30年以上もワールドカップを開催していない南米にもっていくための方便だった」と説明しており、持ち回りシステム破棄は当初からの既定路線だった可能性も高い。しかし、大陸持ち回りは公式には廃止という扱いにされているが、実際には継続されているようであり、2034年の大会はアジア・オセアニアの国・地域に限られているとメディアが報じている。
この改正により、例えば2018年の第21回大会の開催国への立候補は2010年と2014年に開催地となったアフリカと南米以外のFIFA加入国ならば、制度上はどの国でも立候補が可能となった。2002年の開催国のひとつである日本が再び開催地に立候補するには旧原則下では2022年以降にアジアに開催国立候補権の順番が回ってくるまで待たねばならなかったが、4年早まって2018年大会から立候補する事も可能となった。ただし、日本は2018年の立候補は見送り、2022年への専念を表明している（その後、ヨーロッパ以外のほかの立候補国も2018年を事実上離脱し、2022年のみに専念することになり、実質、2018年はヨーロッパ、2022年は欧州・南米以外からの開催が必然的に決まった）。それでも、大陸持ち回りのカラーは比較的強く残しており2018年大会に日本が立候補しようとした際に、プラッター会長から「政治的色合いを強く感じた」と日本サッカー協会の犬飼会長は語っている（FIFA側としては、2018年大会の開催はユーラシア大陸に戻したい意向＜2006年大会以降、FIFA加盟協会のおよそ4分の1相当を擁するヨーロッパから大会が離れているため＞であると感じたそうである）。
開催スタジアムに要求される施設面の必要要件は日韓大会の頃より更に厳しくなっている。収容4万人以上の会場が12カ所必要で、開幕戦と決勝戦は8万人以上・準決勝は6万人以上が観戦可能な規模の競技場で行う事が基準となる。更に屋根が客席を覆う範囲、控室の設備、さらには観客が利用する場内のトイレ、バリアフリーなどに至るまで細かい条件が設けられている。つまり、FIFAワールドカップを開催する為には、開催国において数多くのサッカー競技場の新設や施設の大規模な改良が必要になる。
現時点で、開催国に要求されるスタジアムなどのインフラ整備等全ての必要要件についての最新の手引きは、先述の「2026 FIFAワールドカップ招致手引書」である。
その為、裏を返せば、開催国のサッカー界にとっては、FIFAワールドカップを開催する事によって、政府や行政の大幅な協力を得て、自国のサッカー関連施設の水準を一気に世界の最高水準に引き上げ、なおかつサッカーに対して国家レベルでの大規模な強化支援を受ける事が可能となるわけで、各国のサッカー協会にとってはこれもワールドカップ開催の立候補への大きな動機となる。また、この様な大規模な支援が国家・行政レベルで行われる事も、現在では開催立候補に際しての事実上の必要条件となっている。

### 開催国決定後
本大会開催国は、直ちに国内で「開催国のワールドカップ組織委員会」を発足させ、大会開催の準備を開始する。また、それとは別に、FIFA内部にもFIFA関係者及び外部の有識者で構成される「FIFAのワールドカップ組織委員会」が立ち上げられ、大会の準備や運営に携わる。第22回カタール大会まで、第2回イタリア大会を除けば、開催国に開催国枠として自動出場権を与え、大陸予選が免除されてきた。単独開催に加え、共催が正式に許可された第23回カナダ・メキシコ・アメリカ大会から単独開催はこれまで通り開催国枠で自動出場。複数の国の共催の場合は、FIFA評議会（旧FIFA理事会）で決定することになった。

## 開催方式

### 予選
予選は、ホスト国（2002年日韓大会までは、前回大会優勝国も予選シード・かつ本戦グループステージの開幕戦権利が与えられていた）をシードし、本大会前に各地区ごとに1〜2年間かけて行われ、地区によっては1次、2次、最終予選の段階に分けられる。最終的には「プレーオフ」や「大陸間プレーオフ」が行われ、全ての出場国が決まる。現在のルールでは、本大会に進めるのは32か国（1978年までは1930年と1950年を除き16か国、1982年から1994年までは24か国で、32か国になったのは1998年からである）。全出場国が決まってから、開催国で各グループリーグの抽選会が行われる。
世界を6地区に分けホーム・アンド・アウェー方式で行う（地区によっては参加国の中から1か国集中型の「集中開催方式」や2か国を特定する「ダブルセントラル方式」を取り入れる場合もある）。アジア地区の予選は、1994年アメリカ大会・アジア最終予選でドーハでのセントラル方式でのリーグ戦が実施され、また1998年フランス大会・アジア予選の第3代表決定戦がジョホールバルでセントラル方式での1戦のみで実施されたが、その後開催地の調整が難しくなったためホーム・アンド・アウェー方式に変更された。
6地区それぞれに出場枠が定められ、過去の実績で各地区の出場枠が増減される。中には「大陸間プレーオフ」と通称される試合でいわゆる「0.5枠」を争う地区もある（例：アジアの出場枠を2.5、北中米カリブ海の出場枠を2.5とすると、両地域の予選上位2チームが自動的に本大会に進出、両地域の3位チーム同士がホーム・アンド・アウェー方式による「大陸間プレーオフ」で対戦し、その勝者が本大会出場権を獲得するシステム）。48カ国出場になる2026年カナダ・メキシコ・アメリカ大会大陸予選から、「大陸間プレーオフ」は、欧州以外の5大陸連盟から各1チームずつ、開催国所属大陸連盟からさらに1チームを加えた計6チームで2枠を争う。2026年カナダ・メキシコ・アメリカ大会大陸予選は、アフリカ、アジア、オセアニア、南米から各1代表、北中米カリブ海から2代表計6代表の大陸間プレーオフとなる。

### 本大会
大会ごとに運営方法に変更が生じるが、1次ラウンド（JFAの用語集では「グループステージ」と呼称）はグループリーグ（複数のグループに分けて各グループでリーグ戦）で実施し、ここを勝ち抜けたチームにより決勝トーナメント（JFAの用語集では「ノックアウトステージ」、ノックアウト方式が多いが、過去には総当たり戦で行われたこともある）を行う。
1998年フランス大会以降は、出場チーム数は32となっており、以下の方法で実施されている。
グループリーグ（グループステージ）
組み合わせ抽選は開幕戦を行う国以外は、予め直前のFIFAのナショナルチームランキング(FIFAランキング)の上位、並びに大陸別にシード順を決めたうえで（後述）組み分けを行う。開幕戦（1974年から2002年までは前回優勝国＜推薦出場による予選免除シード＞、それ以外は主催国）を戦う国については予めA組1番が指定されている。
4チームごとの8つのグループに分かれ、各組で1順の総当たり戦（グループ内の他のチームと1試合ずつ対戦するため、合計3試合）を行う。
試合の結果ごとに「勝ち点」が与えられ（勝利=3点、引き分け=1点、敗戦=0点、1990年大会までは勝利=2点）、全試合終了時に各グループで(1)勝ち点の多い上位2チームが決勝トーナメントに進出する。勝ち点が並んだ場合、当該チームの(2)得失点差、(3)総得点の順に判断し、これらも同数だった場合は(4)当該チーム間の直接対決の結果により判断する。直接対決も引き分け（勝ち点、得失点差、総得点も同じ）だった場合は(5)警告のポイント（フェアプレーポイント、反則ポイント）により決定する（イエローカード（警告）をもらうとマイナス1。1試合で同じ選手がイエローカード2枚＝レッドカード（退場）をもらうとマイナス3。一発レッドカード（退場）となるとマイナス4。イエローカード1枚のあとにレッドカードをもらうとマイナス5。）。ここまでで決定できない場合は、(6)くじ引きによる決定となる。
グループリーグ組み合わせは、2018年ロシア大会では抽選会直前のFIFAランキングに伴い開催国と上位7チームがシード国（第1ポット）として1チームずつ配置される。それ以外の24チームも実力差を均一にするため上位8チームごとに第2～第4ポットに分けて同一ポットとは対戦しない。更に大陸別と併せて1つのグループにシード国を含む欧州地区は（17チーム以上出場しない限り）必ず最低1チームで最大2チームまで、それ以外の各地区は（9チーム以上出場しない限り）1チームのみで同じ大陸勢と対戦しない様に配置する。出場枠が32になる以前は、予選枠の関係から1つのグループに欧州地区が3チーム以上入るケースや、南米地区が2チーム以上入るケースも見られた。
決勝トーナメント（JFAの用語集では「ノックアウトステージ」、英文表記では「Stage2」とし、決勝トーナメントとは呼称しないことになっている）
決勝トーナメントは16チームによるノックアウト方式（勝ち残り方式）で行われる。トーナメントの組み合わせは、1回戦のみ1位通過チームと別組の2位通過チームの対戦となる。更に欧州地区以外も同じ大陸勢と対戦する様になる。また、同一グループのチームは反対側のブロックになる様に配置する。すなわち、グループリーグで同一の組になったチームとは決勝・3位決定戦以外では対戦することはない（例外：2002年日韓大会）。
90分で決着がつかなかった場合は30分の延長戦（1998年フランス大会・2002年日韓大会のみゴールデンゴール方式を採用）を行い、それでも決着がつかない場合はPK戦で勝敗を決める。なお、PK戦は抽選の代わりに導入されたものの為、PK戦の勝敗に関係なく公式記録上は両チーム引き分けとなる。
1994年大会までの方式は以下の通り。
- 1930年：1次ラウンドは4グループによるグループリーグ。各組1位のチームのみが決勝トーナメントに進出。
- 1934年・1938年：全試合ノックアウト方式。
- 1950年：1次ラウンドは4グループによるグループリーグ。各組1位のチームのみが決勝ラウンド（4チームによる総当たり戦）に進出。
- 1954年 - 1970年：1次ラウンドは4グループによるグループリーグ。各組上位2チームが決勝トーナメントに進出。
- 1974年 - 1978年：1次ラウンドは4グループによるグループリーグ。各組上位2チームが2次ラウンド（4チームずつの2組によるグループリーグ）に進出し、2次ラウンドの各組1位チームで決勝戦、各組2位チームで3位決定戦を戦った。
- 1982年：チーム数が24チームに増加。1次ラウンドは6グループによるグループリーグ。各組上位2チームが2次ラウンド（3チームずつの4組によるグループリーグ）に進出し、2次ラウンドの各組1位チーム（4チーム）が決勝トーナメントに進出。
- 1986年 - 1994年：1次ラウンドは6グループによるグループリーグ。各組上位2チームと、各組3位のチームのうち成績上位4チーム（合計16チーム）が決勝トーナメントに進出。

## 結果

### 大会結果
| 回 | 開催年 | 開催国                             | 決勝戦       | 決勝戦               | 決勝戦           | 3位決定戦      | 3位決定戦 | 3位決定戦      | 出場国数 |
| 回 | 開催年 | 開催国                             | 優勝         | 結果                 | 準優勝           | 3位            | 結果      | 4位            | 出場国数 |
| -- | ------ | ---------------------------------- | ------------ | -------------------- | ---------------- | -------------- | --------- | -------------- | -------- |
| 1  | 1930年 | ウルグアイ                         | ウルグアイ   | 4 - 2                | アルゼンチン     | アメリカ合衆国 | -----     | ユーゴスラビア | 13       |
| 2  | 1934年 | イタリア                           | イタリア     | 2 - 1 aet            | チェコスロバキア | ドイツ         | 3 - 2     | オーストリア   | 16       |
| 3  | 1938年 | フランス                           | イタリア     | 4 - 2                | ハンガリー       | ブラジル       | 4 - 2     | スウェーデン   | 15       |
| 4  | 1950年 | ブラジル                           | ウルグアイ   | -----                | ブラジル         | スウェーデン   | -----     | スペイン       | 13       |
| 5  | 1954年 | スイス                             | 西ドイツ     | 3 - 2                | ハンガリー       | オーストリア   | 3 - 1     | ウルグアイ     | 16       |
| 6  | 1958年 | スウェーデン                       | ブラジル     | 5 - 2                | スウェーデン     | フランス       | 6 - 3     | 西ドイツ       | 16       |
| 7  | 1962年 | チリ                               | ブラジル     | 3 - 1                | チェコスロバキア | チリ           | 1 - 0     | ユーゴスラビア | 16       |
| 8  | 1966年 | イングランド                       | イングランド | 4 - 2 aet            | 西ドイツ         | ポルトガル     | 2 - 1     | ソビエト連邦   | 16       |
| 9  | 1970年 | メキシコ                           | ブラジル     | 4 - 1                | イタリア         | 西ドイツ       | 1 - 0     | ウルグアイ     | 16       |
| 10 | 1974年 | 西ドイツ                           | 西ドイツ     | 2 - 1                | オランダ         | ポーランド     | 1 - 0     | ブラジル       | 16       |
| 11 | 1978年 | アルゼンチン                       | アルゼンチン | 3 - 1 aet            | オランダ         | ブラジル       | 2 - 1     | イタリア       | 16       |
| 12 | 1982年 | スペイン                           | イタリア     | 3 - 1                | 西ドイツ         | ポーランド     | 3 - 2     | フランス       | 24       |
| 13 | 1986年 | メキシコ                           | アルゼンチン | 3 - 2                | 西ドイツ         | フランス       | 4 - 2 aet | ベルギー       | 24       |
| 14 | 1990年 | イタリア                           | 西ドイツ     | 1 - 0                | アルゼンチン     | イタリア       | 2 - 1     | イングランド   | 24       |
| 15 | 1994年 | アメリカ合衆国                     | ブラジル     | 0 - 0 aet (PK 3 - 2) | イタリア         | スウェーデン   | 4 - 0     | ブルガリア     | 24       |
| 16 | 1998年 | フランス                           | フランス     | 3 - 0                | ブラジル         | クロアチア     | 2 - 1     | オランダ       | 32       |
| 17 | 2002年 | 日本 / 韓国                        | ブラジル     | 2 - 0                | ドイツ           | トルコ         | 3 - 2     | 韓国           | 32       |
| 18 | 2006年 | ドイツ                             | イタリア     | 1 - 1 aet (PK 5 - 3) | フランス         | ドイツ         | 3 - 1     | ポルトガル     | 32       |
| 19 | 2010年 | 南アフリカ共和国                   | スペイン     | 1 - 0 aet            | オランダ         | ドイツ         | 3 - 2     | ウルグアイ     | 32       |
| 20 | 2014年 | ブラジル                           | ドイツ       | 1 - 0 aet            | アルゼンチン     | オランダ       | 3 - 0     | ブラジル       | 32       |
| 21 | 2018年 | ロシア                             | フランス     | 4 - 2                | クロアチア       | ベルギー       | 2 - 0     | イングランド   | 32       |
| 22 | 2022年 | カタール                           | アルゼンチン | 3 - 3 aet (PK 4 - 2) | フランス         | クロアチア     | 2 - 1     | モロッコ       | 32       |
| 23 | 2026年 | カナダ / メキシコ / アメリカ合衆国 |              |                      |                  |                |           |                | 48       |
| 24 | 2030年 | モロッコ / スペイン / ポルトガル   |              |                      |                  |                |           |                | 48       |
| 25 | 2034年 | サウジアラビア                     |              |                      |                  |                |           |                | 48       |

- 1942年と1946年の大会は、開催国投票はあったものの（候補国はブラジルとドイツ）第二次世界大戦などによる国際情勢悪化のため中止
- 略号
  - aet - 延長戦終了時の結果
  - PK - PK戦(ペナルティーキック)による結果

### 開催実績
| 回 | 開催年 | 決勝戦開催都市       | 決勝戦会場                             | 試合数 | 総 ゴール数 | 1試合平均 ゴール数 | 総 入場者数 | 1試合平均 入場者数 |
| -- | ------ | -------------------- | -------------------------------------- | ------ | ----------- | ------------------ | ----------- | ------------------ |
| 1  | 1930年 | モンテビデオ         | エスタディオ・センテナリオ             | 18     | 70          | 3.89               | 434,500     | 24,139             |
| 2  | 1934年 | ローマ               | スタディオ・ナツィオナーレPNF          | 17     | 70          | 4.12               | 358,000     | 21,059             |
| 3  | 1938年 | パリ                 | スタッド・コロンブ                     | 18     | 84          | 4.67               | 483,500     | 26,833             |
| 4  | 1950年 | リオデジャネイロ     | エスタジオ・ド・マラカナン             | 22     | 88          | 4.00               | 1,036,000   | 47,091             |
| 5  | 1954年 | ベルン               | バンクドルフ・スタジアム               | 26     | 140         | 5.38               | 889,500     | 34,212             |
| 6  | 1958年 | ソルナ               | ロースンダ・スタディオン               | 35     | 126         | 3.60               | 919,580     | 26,274             |
| 7  | 1962年 | サンティアゴ         | エスタディオ・ナシオナル               | 32     | 89          | 2.78               | 899,074     | 28,096             |
| 8  | 1966年 | ロンドン             | ウェンブリー・スタジアム               | 32     | 89          | 2.78               | 1,635,000   | 51,094             |
| 9  | 1970年 | メキシコシティ       | エスタディオ・アステカ                 | 32     | 95          | 2.97               | 1,603,975   | 50,124             |
| 10 | 1974年 | ミュンヘン           | ミュンヘン・オリンピアシュタディオン   | 38     | 97          | 2.55               | 1,774,022   | 46,685             |
| 11 | 1978年 | ブエノスアイレス     | エル・モヌメンタル                     | 38     | 102         | 2.68               | 1,546,151   | 40,688             |
| 12 | 1982年 | マドリード           | エスタディオ・サンティアゴ・ベルナベウ | 52     | 146         | 2.81               | 2,109,723   | 40,572             |
| 13 | 1986年 | メキシコシティ       | エスタディオ・アステカ                 | 52     | 132         | 2.54               | 2,393,331   | 46,026             |
| 14 | 1990年 | ローマ               | スタディオ・オリンピコ                 | 52     | 115         | 2.21               | 2,517,348   | 48,411             |
| 15 | 1994年 | パサデナ             | ローズボウル                           | 52     | 141         | 2.71               | 3,587,538   | 68,991             |
| 16 | 1998年 | サン=ドニ            | スタッド・ド・フランス                 | 64     | 171         | 2.67               | 2,785,100   | 43,517             |
| 17 | 2002年 | 横浜                 | 横浜国際総合競技場                     | 64     | 161         | 2.52               | 2,705,197   | 42,269             |
| 18 | 2006年 | ベルリン             | ベルリン・オリンピアシュタディオン     | 64     | 147         | 2.30               | 3,353,655   | 52,401             |
| 19 | 2010年 | ヨハネスブルグ       | サッカー・シティ・スタジアム           | 64     | 145         | 2.27               | 3,178,856   | 49,670             |
| 20 | 2014年 | リオデジャネイロ     | エスタジオ・ド・マラカナン             | 64     | 171         | 2.67               | 3,429,873   | 53,592             |
| 21 | 2018年 | モスクワ             | ルジニキ・スタジアム                   | 64     | 169         | 2.64               | 3,031,768   | 47,371             |
| 22 | 2022年 | ルサイル             | ルサイル・アイコニック・スタジアム     | 64     | 172         | 2.69               | 3,404,252   | 53,191             |
| 23 | 2026年 | イーストラザフォード | メドウランズ・スタジアム               | 104    |             |                    |             |                    |

## 統計

### 代表別通算成績
| 順 | 国・地域                 | 出 | 優 | 準 | 三 | 四 | 試  | 勝 | 分 | 敗 | 点  | 均   | 得  | 失  | 差   |
| -- | ------------------------ | -- | -- | -- | -- | -- | --- | -- | -- | -- | --- | ---- | --- | --- | ---- |
| 1  | ブラジル                 | 22 | 5  | 2  | 2  | 2  | 114 | 76 | 19 | 19 | 247 | 2.17 | 237 | 108 | +129 |
| 2  | ドイツ                   | 20 | 4  | 4  | 4  | 1  | 112 | 68 | 21 | 23 | 225 | 2.01 | 232 | 130 | +102 |
| 3  | アルゼンチン             | 18 | 3  | 3  | 0  | 0  | 88  | 47 | 17 | 24 | 158 | 1.80 | 152 | 101 | +51  |
| 4  | イタリア                 | 18 | 4  | 2  | 1  | 1  | 83  | 45 | 21 | 17 | 156 | 1.88 | 128 | 77  | +51  |
| 5  | フランス                 | 16 | 2  | 2  | 2  | 1  | 73  | 39 | 14 | 20 | 131 | 1.79 | 136 | 85  | +51  |
| 6  | イングランド             | 16 | 1  | 0  | 0  | 2  | 74  | 32 | 22 | 20 | 118 | 1.59 | 104 | 68  | +36  |
| 7  | スペイン                 | 16 | 1  | 0  | 0  | 1  | 67  | 31 | 17 | 19 | 110 | 1.64 | 108 | 75  | +33  |
| 8  | オランダ                 | 11 | 0  | 3  | 1  | 1  | 55  | 30 | 14 | 11 | 104 | 1.89 | 96  | 52  | +44  |
| 9  | ウルグアイ               | 14 | 2  | 0  | 0  | 3  | 59  | 25 | 13 | 21 | 88  | 1.49 | 89  | 76  | +13  |
| 10 | ベルギー                 | 14 | 0  | 0  | 1  | 1  | 51  | 21 | 10 | 20 | 73  | 1.43 | 69  | 74  | -5   |
| 11 | スウェーデン             | 12 | 0  | 1  | 2  | 1  | 51  | 19 | 13 | 19 | 70  | 1.37 | 80  | 73  | +7   |
| 12 | ロシア                   | 11 | 0  | 0  | 0  | 1  | 45  | 19 | 10 | 16 | 67  | 1.49 | 77  | 54  | +23  |
| 13 | メキシコ                 | 17 | 0  | 0  | 0  | 0  | 60  | 17 | 15 | 28 | 66  | 1.10 | 62  | 101 | -39  |
| 14 | セルビア                 | 13 | 0  | 0  | 0  | 2  | 49  | 18 | 9  | 22 | 63  | 1.29 | 71  | 71  | 0    |
| 15 | ポルトガル               | 8  | 0  | 0  | 1  | 1  | 35  | 17 | 6  | 12 | 57  | 1.63 | 61  | 41  | +20  |
| 16 | ポーランド               | 9  | 0  | 0  | 2  | 0  | 38  | 17 | 6  | 15 | 57  | 1.50 | 49  | 50  | -1   |
| 17 | スイス                   | 12 | 0  | 0  | 0  | 0  | 41  | 14 | 8  | 19 | 50  | 1.22 | 55  | 73  | -18  |
| 18 | ハンガリー               | 9  | 0  | 2  | 0  | 0  | 36  | 15 | 3  | 14 | 48  | 1.50 | 87  | 57  | +30  |
| 19 | クロアチア               | 6  | 0  | 1  | 2  | 0  | 30  | 13 | 8  | 9  | 47  | 1.57 | 43  | 33  | +10  |
| 20 | チェコ                   | 9  | 0  | 2  | 0  | 0  | 33  | 12 | 5  | 16 | 41  | 1.24 | 47  | 49  | -2   |
| 21 | オーストリア             | 7  | 0  | 0  | 1  | 1  | 29  | 12 | 4  | 13 | 40  | 1.38 | 43  | 47  | -4   |
| 22 | チリ                     | 9  | 0  | 0  | 1  | 0  | 33  | 11 | 7  | 15 | 40  | 1.21 | 40  | 49  | -9   |
| 23 | アメリカ合衆国           | 11 | 0  | 0  | 1  | 0  | 37  | 9  | 8  | 20 | 35  | 0.95 | 40  | 66  | -26  |
| 24 | デンマーク               | 6  | 0  | 0  | 0  | 0  | 23  | 9  | 6  | 8  | 33  | 1.43 | 31  | 29  | +2   |
| 25 | パラグアイ               | 8  | 0  | 0  | 0  | 0  | 27  | 7  | 10 | 10 | 31  | 1.15 | 30  | 38  | -8   |
| 26 | 韓国                     | 11 | 0  | 0  | 0  | 1  | 38  | 7  | 10 | 21 | 31  | 0.82 | 39  | 78  | -39  |
| 27 | コロンビア               | 6  | 0  | 0  | 0  | 0  | 22  | 9  | 3  | 10 | 30  | 1.36 | 32  | 30  | +2   |
| 28 | ルーマニア               | 7  | 0  | 0  | 0  | 0  | 21  | 8  | 5  | 8  | 29  | 1.38 | 30  | 32  | -2   |
| 29 | 日本                     | 7  | 0  | 0  | 0  | 0  | 25  | 7  | 6  | 12 | 27  | 1.08 | 25  | 33  | -8   |
| 30 | コスタリカ               | 6  | 0  | 0  | 0  | 0  | 21  | 6  | 5  | 10 | 23  | 1.10 | 22  | 39  | -17  |
| 31 | カメルーン               | 8  | 0  | 0  | 0  | 0  | 26  | 5  | 8  | 13 | 23  | 0.88 | 22  | 47  | -25  |
| 32 | モロッコ                 | 6  | 0  | 0  | 0  | 1  | 23  | 5  | 7  | 11 | 22  | 0.96 | 20  | 27  | -7   |
| 33 | ナイジェリア             | 6  | 0  | 0  | 0  | 0  | 21  | 6  | 3  | 12 | 21  | 1.00 | 23  | 30  | -7   |
| 34 | スコットランド           | 8  | 0  | 0  | 0  | 0  | 23  | 4  | 7  | 12 | 19  | 0.83 | 25  | 41  | -16  |
| 35 | セネガル                 | 3  | 0  | 0  | 0  | 0  | 12  | 5  | 3  | 4  | 18  | 1.50 | 16  | 17  | -1   |
| 36 | ガーナ                   | 4  | 0  | 0  | 0  | 0  | 15  | 5  | 3  | 7  | 18  | 1.20 | 18  | 23  | -5   |
| 37 | ペルー                   | 5  | 0  | 0  | 0  | 0  | 18  | 5  | 3  | 10 | 18  | 1.00 | 21  | 33  | -12  |
| 38 | エクアドル               | 4  | 0  | 0  | 0  | 0  | 13  | 5  | 2  | 6  | 17  | 1.31 | 14  | 14  | 0    |
| 39 | ブルガリア               | 7  | 0  | 0  | 0  | 1  | 26  | 3  | 8  | 15 | 17  | 0.65 | 22  | 53  | -31  |
| 40 | トルコ                   | 2  | 0  | 0  | 1  | 0  | 10  | 5  | 1  | 4  | 16  | 1.60 | 20  | 17  | +3   |
| 41 | オーストラリア           | 6  | 0  | 0  | 0  | 0  | 20  | 4  | 4  | 12 | 16  | 0.80 | 17  | 37  | -20  |
| 42 | アイルランド             | 3  | 0  | 0  | 0  | 0  | 13  | 2  | 8  | 3  | 14  | 1.08 | 10  | 10  | 0    |
| 43 | 北アイルランド           | 3  | 0  | 0  | 0  | 0  | 13  | 3  | 5  | 5  | 14  | 1.08 | 13  | 23  | -10  |
| 44 | チュニジア               | 6  | 0  | 0  | 0  | 0  | 18  | 3  | 5  | 10 | 14  | 0.78 | 14  | 26  | -12  |
| 45 | サウジアラビア           | 6  | 0  | 0  | 0  | 0  | 19  | 4  | 2  | 13 | 14  | 0.74 | 14  | 44  | -30  |
| 46 | イラン                   | 6  | 0  | 0  | 0  | 0  | 18  | 3  | 4  | 11 | 13  | 0.72 | 13  | 31  | -18  |
| 47 | アルジェリア             | 4  | 0  | 0  | 0  | 0  | 13  | 3  | 3  | 7  | 12  | 0.92 | 13  | 19  | -6   |
| 48 | コートジボワール         | 3  | 0  | 0  | 0  | 0  | 9   | 3  | 1  | 5  | 10  | 1.11 | 13  | 14  | -1   |
| 49 | 南アフリカ共和国         | 3  | 0  | 0  | 0  | 0  | 9   | 2  | 4  | 3  | 10  | 1.11 | 11  | 16  | -5   |
| 50 | ノルウェー               | 3  | 0  | 0  | 0  | 0  | 8   | 2  | 3  | 3  | 9   | 1.13 | 7   | 8   | -1   |
| 51 | 東ドイツ                 | 1  | 0  | 0  | 0  | 0  | 6   | 2  | 2  | 2  | 8   | 1.33 | 5   | 5   | 0    |
| 52 | ギリシャ                 | 3  | 0  | 0  | 0  | 0  | 10  | 2  | 2  | 6  | 8   | 0.80 | 5   | 20  | -15  |
| 53 | ウクライナ               | 1  | 0  | 0  | 0  | 0  | 5   | 2  | 1  | 2  | 7   | 1.40 | 5   | 7   | -2   |
| 54 | ウェールズ               | 2  | 0  | 0  | 0  | 0  | 8   | 1  | 4  | 3  | 7   | 0.88 | 5   | 10  | -5   |
| 55 | キューバ                 | 1  | 0  | 0  | 0  | 0  | 3   | 1  | 1  | 1  | 4   | 1.33 | 5   | 12  | -7   |
| 56 | スロバキア               | 1  | 0  | 0  | 0  | 0  | 4   | 1  | 1  | 2  | 4   | 1.00 | 5   | 7   | -2   |
| 57 | スロベニア               | 2  | 0  | 0  | 0  | 0  | 6   | 1  | 1  | 4  | 4   | 0.67 | 5   | 10  | -5   |
| 58 | 北朝鮮                   | 2  | 0  | 0  | 0  | 0  | 7   | 1  | 1  | 5  | 4   | 0.57 | 6   | 21  | -15  |
| 59 | ボスニア・ヘルツェゴビナ | 1  | 0  | 0  | 0  | 0  | 3   | 1  | 0  | 2  | 3   | 1.00 | 4   | 4   | 0    |
| 60 | ジャマイカ               | 1  | 0  | 0  | 0  | 0  | 3   | 1  | 0  | 2  | 3   | 1.00 | 3   | 9   | -6   |
| 61 | ニュージーランド         | 2  | 0  | 0  | 0  | 0  | 6   | 0  | 3  | 3  | 3   | 0.50 | 4   | 14  | -10  |
| 62 | ホンジュラス             | 3  | 0  | 0  | 0  | 0  | 9   | 0  | 3  | 6  | 3   | 0.33 | 3   | 14  | -11  |
| 63 | アンゴラ                 | 1  | 0  | 0  | 0  | 0  | 3   | 0  | 2  | 1  | 2   | 0.67 | 1   | 2   | -1   |
| 64 | イスラエル               | 1  | 0  | 0  | 0  | 0  | 3   | 0  | 2  | 1  | 2   | 0.67 | 1   | 3   | -2   |
| 65 | エジプト                 | 3  | 0  | 0  | 0  | 0  | 7   | 0  | 2  | 5  | 2   | 0.29 | 5   | 12  | -7   |
| 66 | アイスランド             | 1  | 0  | 0  | 0  | 0  | 3   | 0  | 1  | 2  | 1   | 0.33 | 2   | 5   | -3   |
| 67 | クウェート               | 1  | 0  | 0  | 0  | 0  | 3   | 0  | 1  | 2  | 1   | 0.33 | 2   | 6   | -4   |
| 68 | トリニダード・トバゴ     | 1  | 0  | 0  | 0  | 0  | 3   | 0  | 1  | 2  | 1   | 0.33 | 0   | 4   | -4   |
| 69 | ボリビア                 | 3  | 0  | 0  | 0  | 0  | 6   | 0  | 1  | 5  | 1   | 0.17 | 1   | 20  | -19  |
| 70 | イラク                   | 1  | 0  | 0  | 0  | 0  | 3   | 0  | 0  | 3  | 0   | 0.00 | 1   | 4   | -3   |
| 71 | トーゴ                   | 1  | 0  | 0  | 0  | 0  | 3   | 0  | 0  | 3  | 0   | 0.00 | 1   | 6   | -5   |
| 72 | カタール                 | 1  | 0  | 0  | 0  | 0  | 3   | 0  | 0  | 3  | 0   | 0.00 | 1   | 7   | -6   |
| 73 | インドネシア             | 1  | 0  | 0  | 0  | 0  | 1   | 0  | 0  | 1  | 0   | 0.00 | 0   | 6   | -6   |
| 74 | アラブ首長国連邦         | 1  | 0  | 0  | 0  | 0  | 3   | 0  | 0  | 3  | 0   | 0.00 | 2   | 11  | -9   |
| 74 | パナマ                   | 1  | 0  | 0  | 0  | 0  | 3   | 0  | 0  | 3  | 0   | 0.00 | 2   | 11  | -9   |
| 76 | 中華人民共和国           | 1  | 0  | 0  | 0  | 0  | 3   | 0  | 0  | 3  | 0   | 0.00 | 0   | 9   | -9   |
| 77 | カナダ                   | 2  | 0  | 0  | 0  | 0  | 6   | 0  | 0  | 6  | 0   | 0.00 | 2   | 12  | -10  |
| 78 | ハイチ                   | 1  | 0  | 0  | 0  | 0  | 3   | 0  | 0  | 3  | 0   | 0.00 | 2   | 14  | -12  |
| 79 | コンゴ民主共和国         | 1  | 0  | 0  | 0  | 0  | 3   | 0  | 0  | 3  | 0   | 0.00 | 0   | 14  | -14  |
| 80 | エルサルバドル           | 2  | 0  | 0  | 0  | 0  | 6   | 0  | 0  | 6  | 0   | 0.00 | 1   | 22  | -21  |

- データは2022年カタール大会終了時点
- 太字は優勝経験のある国・地域で、太数字は最多記録
- 国・地域名は現在の名称で統一した（東ドイツを除く）
  - ドイツの成績は西ドイツを含み、東ドイツを含まない
  - セルビアの成績はユーゴスラビア、セルビア・モンテネグロを含む
  - ロシアの成績はソビエト連邦を含む
  - チェコの成績はチェコスロバキアを含む
  - スロバキアの成績はチェコスロバキアを含まない
  - インドネシアの成績はオランダ領東インドを含む
- 順位は通算勝点の多い順で、通算勝点が同数の場合は1試合あたりの平均勝点が多い方を、それも同数の場合は得失点差の優れた方を、得失点差も同数の場合は総得点の多い方を上にした
- 1990年イタリア大会までの勝点は＜勝=2、分=1、敗=0＞であったが、通算成績では現行と同じ＜勝=3、分=1、敗=0＞で統一した
- PK戦で決着がついた試合は記録上引き分けとなる
- 第1回大会はアメリカ合衆国を3位、ユーゴスラビアを4位とした[a]

## 問題点と課題

### 出場枠に関する問題
各地域・大陸の出場枠数は各大陸連盟に加盟している国・地域の数と各大陸のサッカーレベルに応じて割り振られている。そのため、ワールドカップでの各大陸の国・地域の成績に応じて変動するのだが、現在は欧州、南米>北中米カリブ海、アフリカ、アジア>オセアニアと優劣が存在する。
1998年フランス大会後、1999年7月9日にロサンゼルスで開催されたFIFA臨時総会で、アフマド・シャーAFC会長（マレーシア）が「南米は10か国しかないのに出場枠が半分の5もある。アジアは46の国と地域、人口も全人類の約半分もあるのに枠が2もしくは3しかないのは不公平だ。これが改善されないならアジアサッカー連盟 (AFC) はワールドカップに参加しない」と突然発言し、AFCの協会委員が全員倣って退席した。日本には事前にこの動きは知らされておらず、この意見に同意も反対も決めずに他のアジア諸国と行動を共にした。この強硬姿勢に対して南米から「南米は本大会に5か国出場して4か国がグループリーグを突破して決勝トーナメントに進出した。アジアは4か国（日本、韓国、サウジアラビア、イラン）参加して全てグループリーグで敗退した。レベルの違いを無視した要求は受け入れられない。何もアジアが無理に参加しなくてもワールドカップの競技水準は保たれる」と反論されてしまう。結局、会長や役員の妥協の産物として南米の出場枠を0.5削る代わりにアジアの出場枠を0.5増やすといった案が取り入れられたこともあった。
オセアニアに関しては、ドイツ大会では当初1枠が割り当てられることになったが、南米の出場枠が減るとしてCONMEBOLが反発したため、元の0.5枠（南米との大陸間プレーオフ）に戻ってしまった。ドイツ大会にはオーストラリアが出場した（出場権は2005年にオセアニア代表として獲得）が、オーストラリアは2006年1月1日よりAFCに転籍したため、オーストラリアの活躍（ドイツ大会ベスト16）がオセアニアではなくアジアに反映された。ドイツ大会でAFC加盟国が1つもベスト16以上に進出しなかったことにより、アジアの出場枠が4.5から3.5に減らされるところだったが、オーストラリアがAFCに転籍したことをFIFAに訴え、4.5枠の維持が決まった。また、CONMEBOLにとってはあくまで妥協の段階であり、場合によっては再び出場枠の拡大を要求する可能性もあった（南米は10、オセアニアは11の国と地域）。
ゼップ・ブラッターは、2010年南アフリカ大会でのアフリカ勢の成績次第で、2014年ブラジル大会の出場枠を再検討することを示唆していたものの、最終的には2010年南アフリカ大会と同じにすることが発表された。
2015年5月30日、臨時のFIFA理事会（現FIFA評議会）で、2018年ロシア大会及び2022年カタール大会の出場枠を2014年ブラジル大会と同様のアジア「4.5」、アフリカが「5」、ヨーロッパが「13」、北中米カリブ海が「3.5」、オセアニアが「0.5」、南米が「4.5」、開催国枠が「1」(2022カタールW杯の場合は、開催国枠1+アジア4.5=5.5となる)とした。0.5は、大陸間プレーオフ枠で、南アフリカ大会までどの大陸と対戦するか固定だったが、2014年ブラジル大会から大陸予選組み合わせ抽選会で大陸間プレーオフの対戦大陸を決めるようになった。
2017年5月9日、第67回FIFAバーレーン総会で、48カ国出場になる2026年カナダ・メキシコ・アメリカ大会の出場枠をアジア「8」、アフリカが「9」、ヨーロッパが「16」、北中米カリブ海が「6」、オセアニアが「1」、南米が「6」、大陸間プレーオフ枠が「2」とすることを決定した。この大会の大陸間プレーオフから欧州以外の5大陸連盟から各1チームずつ、開催国所属大陸連盟からさらに1チームを加えた計6チームで2枠を争う。2026年カナダ・メキシコ・アメリカ大会大陸予選では、アフリカ、アジア、オセアニア、南米から各1代表、北中米カリブ海から2代表計6代表の大陸間プレーオフとなる。なお、単独開催に加え、共催が正式に許可された第23回カナダ・メキシコ・アメリカ大会から単独開催はこれまで通り開催国枠で自動出場。複数の国の共催の場合は、FIFA評議会（旧FIFA理事会）で決定することになった。その後、2022年8月31日、グアテマラを訪問したFIFA会長ジャンニ・インファンティーノは、開催国であるカナダ、メキシコ、アメリカを含むCONCACAF6チームがワールドカップへの出場権を獲得することを確認した。2023年2月14日、FIFA評議会において開催国3か国の本大会の自動出場が確認された。

## 隔年開催案
2021年3月、FIFAのグローバル・フットボール・デベロップメント部門の責任者で元サッカー指導者のアーセン・ベンゲルが、4年おきの開催となっているFIFAワールドカップやUEFA欧州選手権（UEFA EURO）などの国際的なサッカー大会を2年ごと（隔年）に行う案を示した。具体的には、2年程度をかけて開催される大会の予選開催期間を1年間に圧縮してその年の終わりにW杯などの本大会を開催し、W杯のない年は選手がクラブでの活動に集中できるようにする、というものである。
ベンゲルのこの提案に対し、2021年5月21日に行われたFIFA総会において、サウジアラビアサッカー連盟が検討対象とすることを提案し、賛成多数で可決された。
この提案に対し、欧州サッカー連盟 (UEFA) 会長のアレクサンデル・チェフェリンは欧州クラブ協会（ECA）の総会で「W杯を2年おきに開催すると、ランダム性が増すだけでなく正当性も低くなってしまい、残念ながらW杯そのものが希薄化するだろう」と反発、タイムズ紙のインタビューでボイコットを示唆する発言を行った。また、国際プロサッカー選手会（FIFPro）のジョナス・ベーアホフマン事務局長は、タイムズ紙に「この件は適切に処理しなければサッカー界の限界点になり得る」と懸念を示した。欧州クラブ協会は声明の中で、「重大な懸念と警戒を抱いている」とした上で、「事前の協議が行われていない上、大会の機会を増やすことは選手の心身への負担を高め、大会の価値が薄れる」とFIFAの対応を批判した。一方、北中米カリブ海サッカー連盟（Concacaf）の関係者は「隔年開催で国際大会の数が減り、選手の移動負担が軽減される」としてこの提案に前向きな姿勢を示している。
2021年9月20日、FIFAは「国際日程に関して話し合う協議会」をオンラインで行うことを発表し、この提案を推進する意向を示したが、UEFAは「他のステークホルダーとともに協議会に参加する機会が与えられる前に、抜本的な改革プロジェクトが伝えられ、公然と推進されることになった今回の手法に失望している」と批判し、検討を一時停止することを求めた。UEFAなどの批判に対して発案者のベンゲルは「W杯を2年おきに開催するということだけで判断している人がいる。『みんなその（4年に一度の）サイクルで育ったから』という理由で感情論に走っていたが、それは理解できる」「W杯を2年おきに開催するというコンセプトは、提案全体に目を通し、予選が再編されて初めて意味を成す」と述べた。
そして、2021年9月30日に、オンラインによる協議会が行われ、加盟している団体に対し、今後のスケジュールを説明した。FIFAのインファンティーノ会長は「世界中でサッカーを発展させたいというFIFAの願いは、より定期的に大会を成功させることでしか実現できない」と必要性を強調した。今後は、2021年11月に報告書を明らかにして、年内に「グローバル・サミット」を行うことを明らかにした。
2021年10月16日、国際オリンピック委員会が、他のスポーツへの影響を理由にして懸念を表明した。
2021年10月18日、FIFAのインファンティノ会長は、訪問先のアルゼンチンにて記者会見を行い、「今年（2021年）12月には結論を出すつもりだ」と述べ、その上で「私も当初は隔年開催を分析していなかったので否定的だったが、後に世界にもたらす利益を認識した」と述べた。
2021年12月20日、加盟協会による会合が行われたが結論は出ず、隔年開催案については継続協議となった。しかし、2022年3月に開かれたFIFA総会で隔年開催案がFIFAから提案されることはなく、協議は行われなかった。

## 試合球とマスコット
| 大会 | 公式試合球                        | 公式マスコット         |
| ---- | --------------------------------- | ---------------------- |
| 1966 |                                   | ワールドカップウィリー |
| 1970 | テルスター                        | フアニート             |
| 1974 | テルスター                        | チップ / タップ        |
| 1978 | タンゴ                            | ガウチート             |
| 1982 | タンゴ・エスパーニャ              | ナランヒート           |
| 1986 | アステカ                          | ピケ                   |
| 1990 | エトルスコ・ユニコ                | チャオ                 |
| 1994 | クエストラ                        | ストライカー           |
| 1998 | トリコロール                      | フティックス           |
| 2002 | フィーバーノヴァ                  | スフェリックス         |
| 2006 | チームガイスト                    | ゴレオ6世              |
| 2010 | ジャブラニ                        | ザクミ                 |
| 2014 | ブラズーカ                        | フレコ                 |
| 2018 | テルスター18 / テルスター・ミチタ | ザビバカ               |
| 2022 | アル・リフラ / アル・ヒルム       | ライーブ               |
| 2026 |                                   |                        |
| 2030 |                                   |                        |

- 公式試合球は、1970年大会から一貫してアディダス（モルテン制作のOEM契約）が提供している。